# Euphyia nigrociliata
Euphyia nigrociliata là một loài bướm đêm trong họ Geometridae.